# Frontière entre l'Italie et le Vatican
Pour un article plus général, voir Géographie du Vatican.
La frontière entre l'Italie et le Vatican est la frontière internationale terrestre séparant les deux pays, le Vatican étant enclavé dans la ville italienne de Rome. Courant sur 3,2 kilomètres de long dans Rome, et ininterrompue, c'est l'unique frontière du Vatican et la plus petite frontière terrestre d'Italie.
Elle acquiert ses limites actuelles entre États en 1929 avec les Accords du Latran. Avant cette période, les États pontificaux occupaient une superficie plus importante et ont existé entre 754 et 1870 avec la prise de Rome.
Les Accords du Latran mentionnent une frontière entre les deux États le 11 février 1929. Ils sont signés au palais du Latran par le président du Conseil des ministres Benito Mussolini et le cardinal Pietro Gasparri, tous deux représentants leur pays au nom de sa Sainteté le Souverain Pontife Pie XI et de sa Majesté Victor-Emmanuel III, Roi d'Italie. Le bornage de la frontière n'en est pas vraiment un, la frontière suit les murs d'enceinte entourant la cité du Vatican construits par Léon IV entre 847 et 855 à l'exception de la frontière est à partir des Musées du Vatican et de la Place Saint-Pierre ; la frontière contourne alors les bâtiments pontificaux.
La frontière est aujourd'hui traversée par des voies internationales, toutes à l'est de la cité, au-dessus et au-dessous de la Place Saint-Pierre, et comprend une voie ferrée au sud de la cité.

## Histoire
Le Saint-Siège, depuis la prise de Rome en 1870, était dépendant de l'Italie. Il demande, avec les Accords du Latran appelés également le Traité entre le Saint-Siège et l'Italie au nom de la Très Sainte Trinité, l'indépendance du Saint-Siège. Il demande cette indépendance pour accomplir sa haute mission à travers le monde.
Par ce traité, il est convenu que la police italienne puisse accéder à la Place Saint-Pierre sans restriction excepté le fait que le Vatican interdisse l'accès à la place pour une durée déterminée. La police à accès ainsi jusqu'à la basilique. La frontière du Vatican, quant à elle, n'a pas changée depuis les Accords ; tracé définit par l'annexe de l'article 3 du traité.

### Le tracé
Le territoire est situé sur la colline du Vatican, entouré par les Municipi XVII et XVIII de la ville de Rome, et plus particulièrement des rioni (quartiers) de Borgo (bourg médiéval dont il faisait partie avant 1929) et de Prati, qui se trouvent l'est, ainsi que par les Quartieri de Della Vittoria, de Trionfale et d'Aurelio qui le jouxtent quant à eux respectivement au nord, à l'ouest et au sud.
Conformément à l'article 5 du traité stipulant : « Le Saint-Siège veillera à en fermer l'accès, en entourant d'une enceinte les parties ouvertes, sauf la place Saint-Pierre. », son tracé suit celui des murs qui enclosent la cité et remontent pour partie au règne de Léon IV (847-855) et pour partie à l'ère contemporaine. À l'est, la frontière longe les façades extérieures des colonnades du Bernin englobant ainsi la place Saint-Pierre, dont la sécurité en cas d'incident est cependant assurée par la police italienne.

## Caractéristiques géographiques

### Passages et voies de communications terrestres

#### Voies routières
La Porta del Perugino permet d'accéder à la partie sud et ouest du Vatican ; la Via delle Fondamenta qui lui est attachée passe derrière la Basilique. Cette porte permet l'accès à la gare du Vatican. Juste au sud de la place Saint-Pierre, sur le territoire italien (Piazza del Sant'Uffizio et via Tunica), l'entrée de Petriano (ingresso del Petriano) permet l'accès à la Salle Paul VI et à la Cancello Petriano, soit l'entrée concrète sur le territoire du Vatican (Piazza dei Protomartiri Romani).
En ce qui concerne la partie nord-est de la cité, la voie d'accès suit le quadrillage des quartiers adjacents. On trouve sur la frontière est la Porte Sainte-Anne (Via Sant'Anna), juste à côté de l'Église Sant'Anna dei Palafrenieri et de la caserne de la Garde suisse pontificale; il s'agit du dernier point d'accès routier et le plus fréquenté.

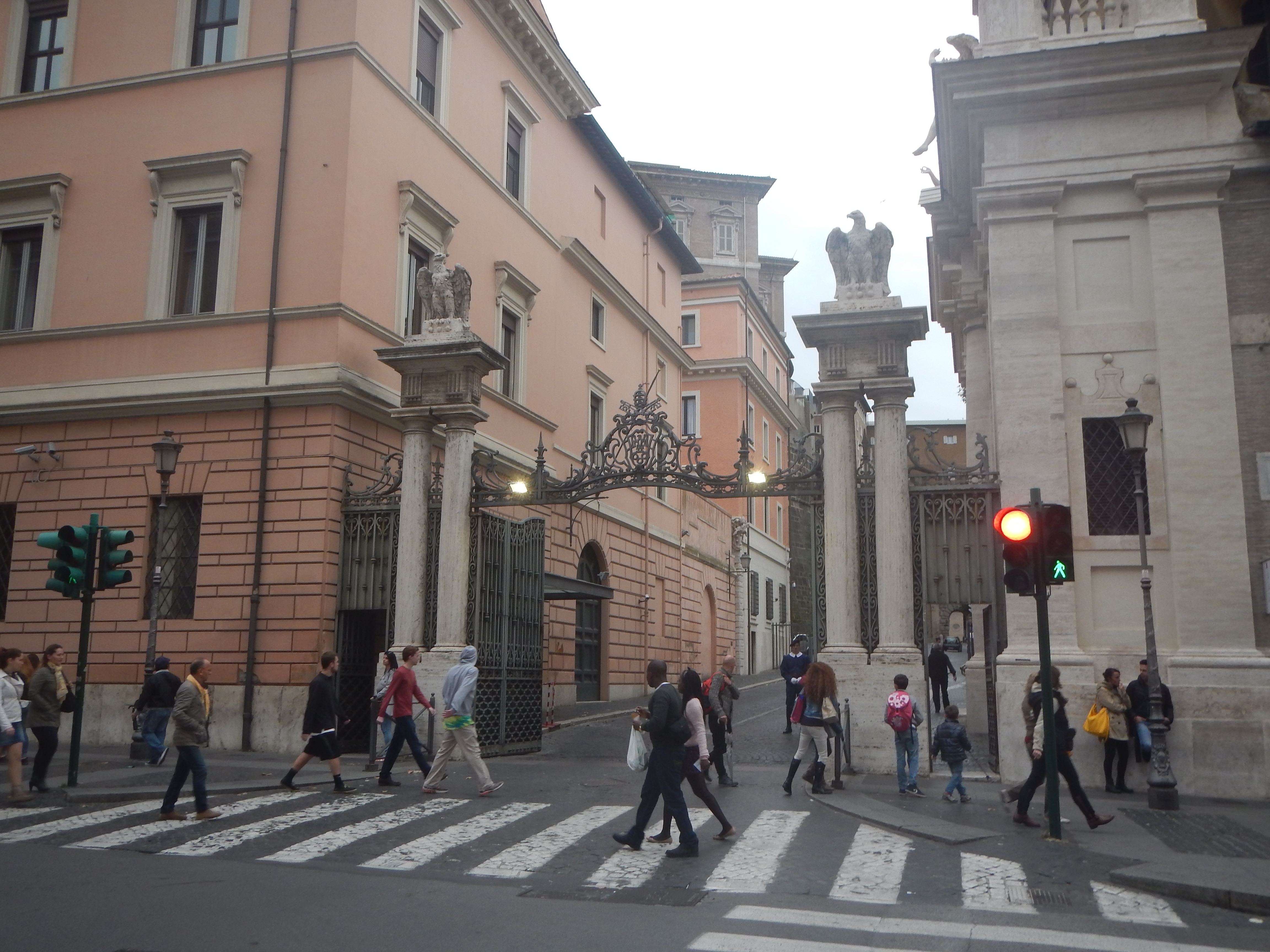
La Porta Sant'Anna, principale point d'entrée routier, gardée par la Garde suisse pontificale.
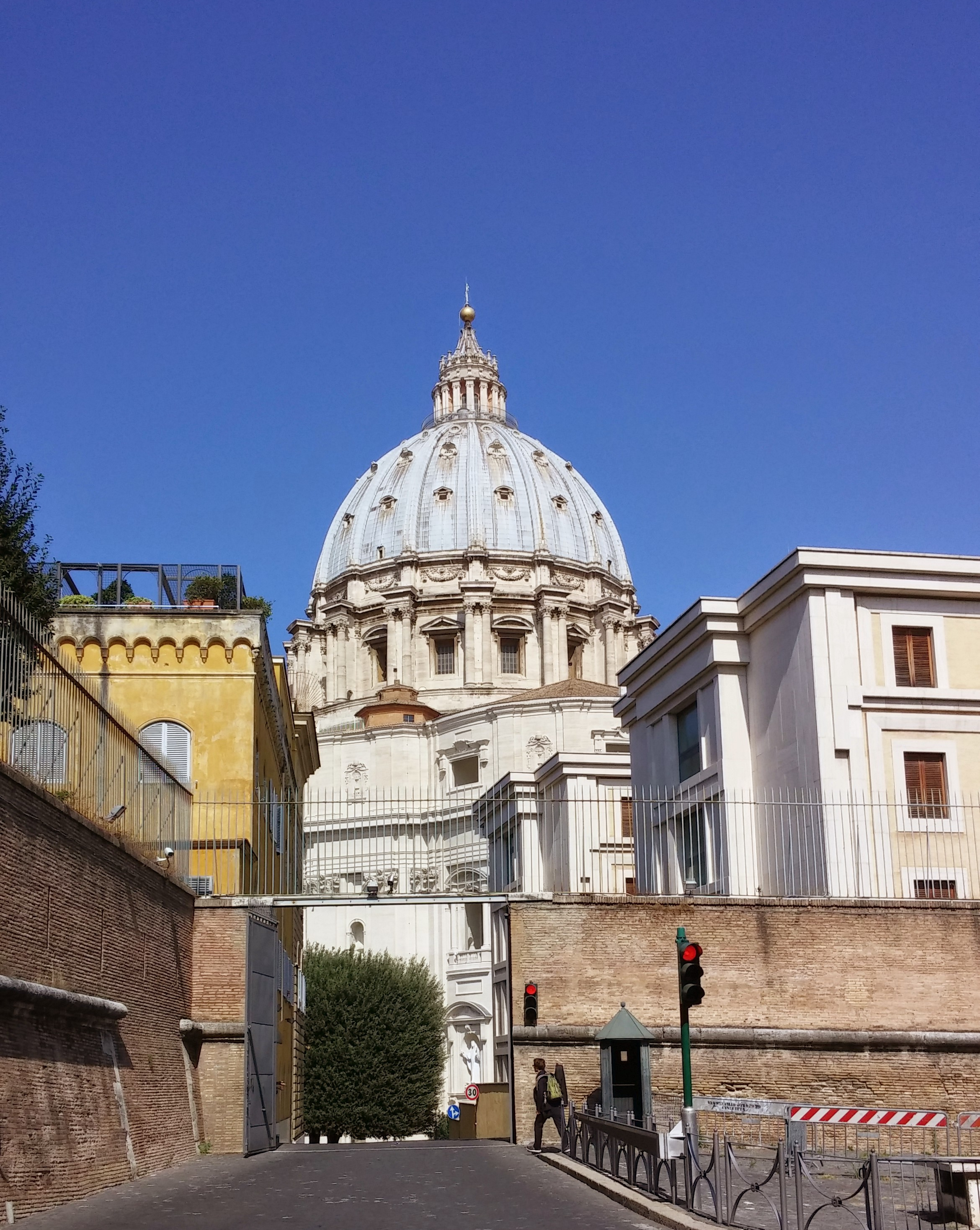
La Porta del Perugino, gardée par la Gendarmerie vaticane.
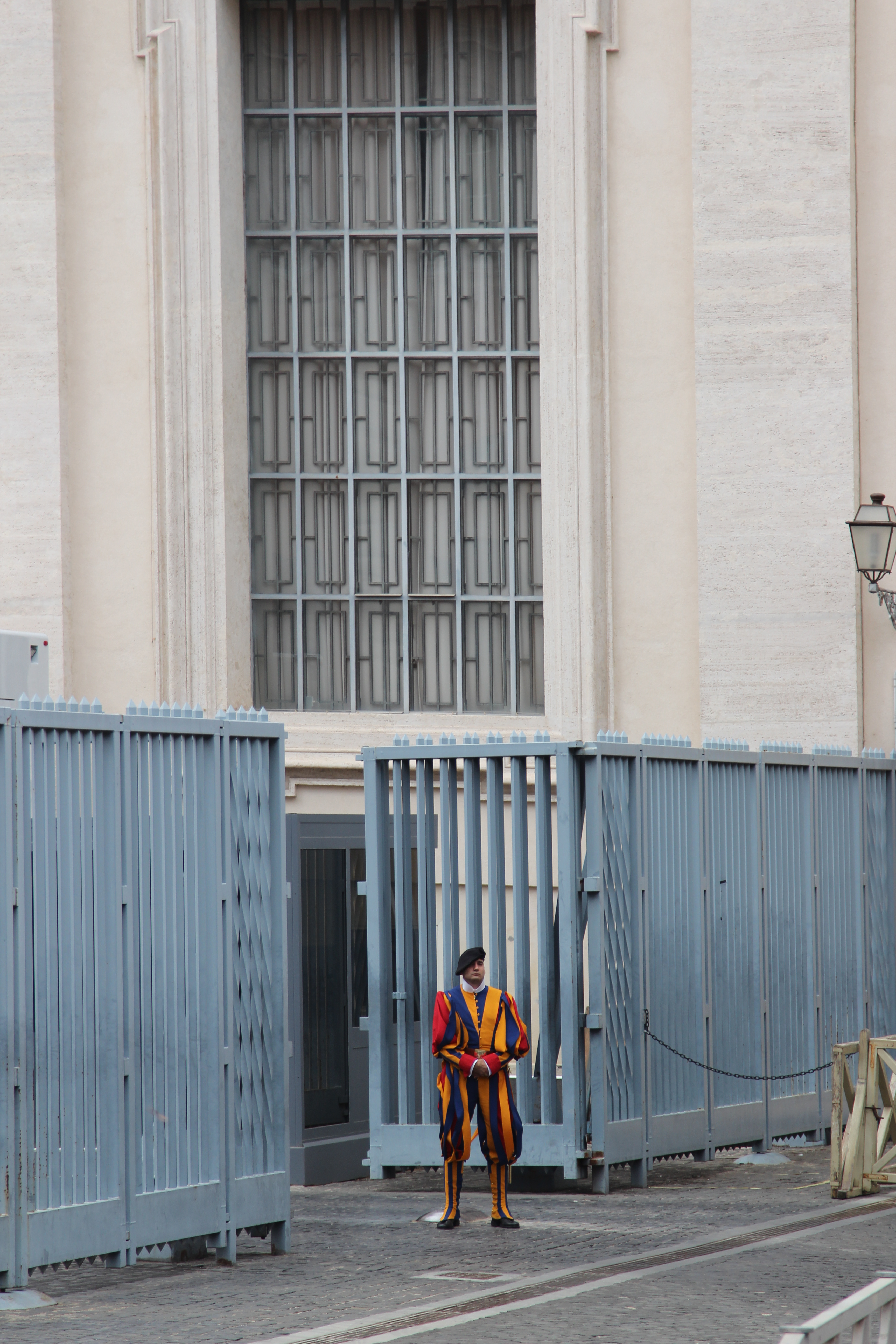
L'entrée de Petriano, sur territoire italien, gardée par la Garde suisse pontificale.
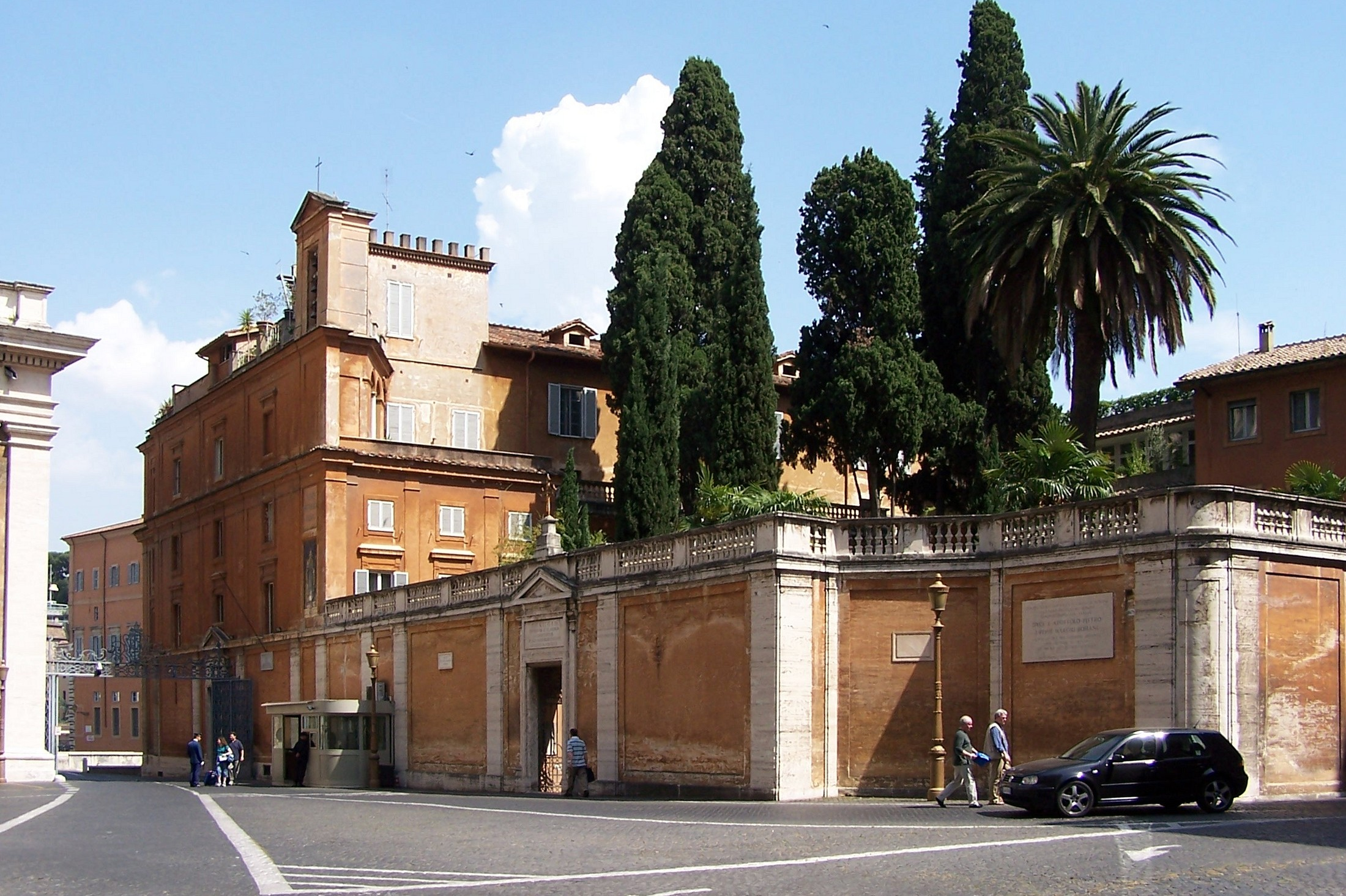
La Cancello Petriano vue depuis la Piazza dei Protomartiri Romani, gardée par la Gendarmerie vaticane.

#### Voies ferrées
La gare de la Cité du Vatican est l'unique accès à la cité par voie ferrée. Construite en 1934, elle permet ponctuellement l'accès pour les voyageurs, sinon, elle sert pour l'acheminement des marchandises. Elle se situe au sud de la Cité.

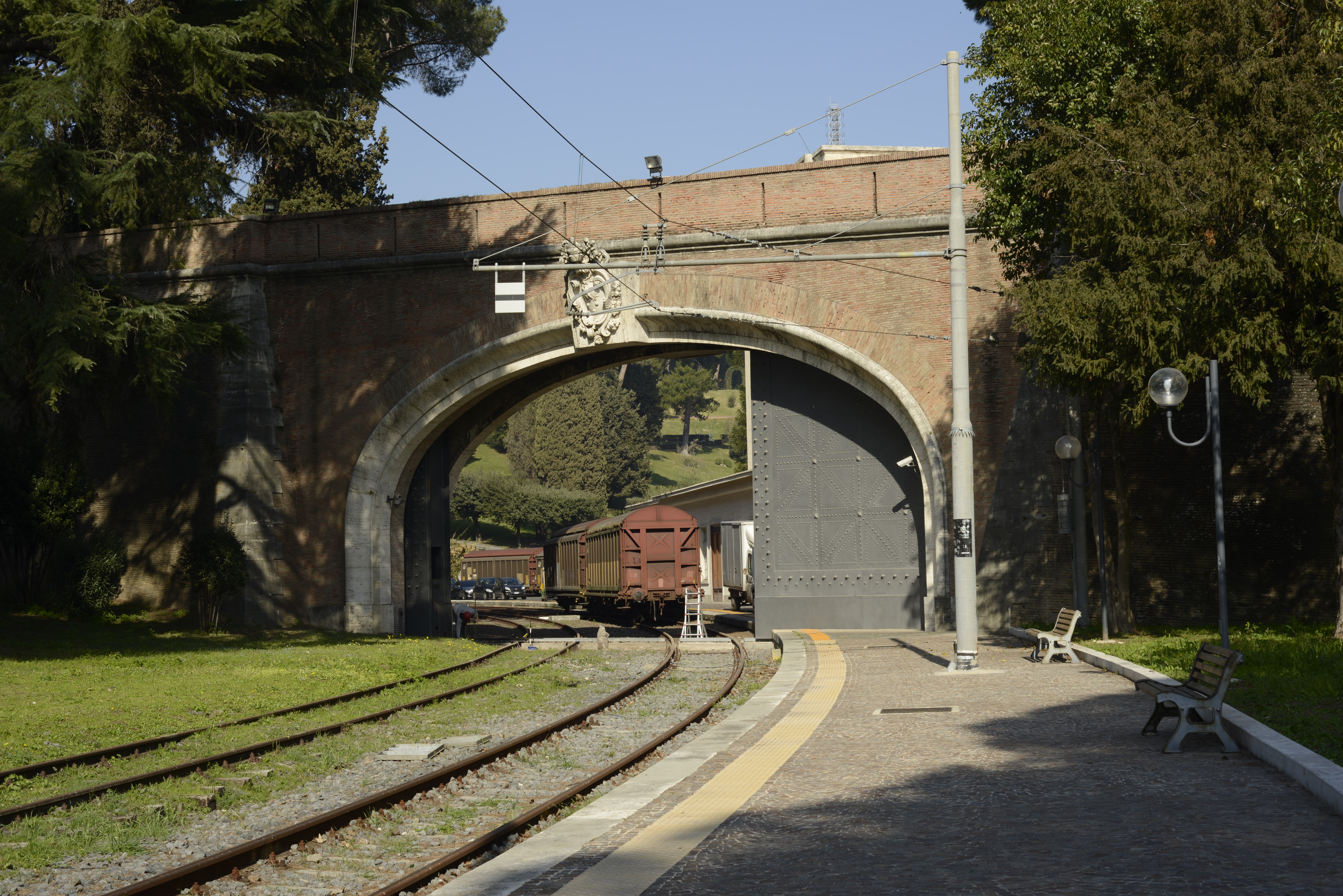
La porte dans le mur léonin de la voie ferrée arrivant au Vatican.
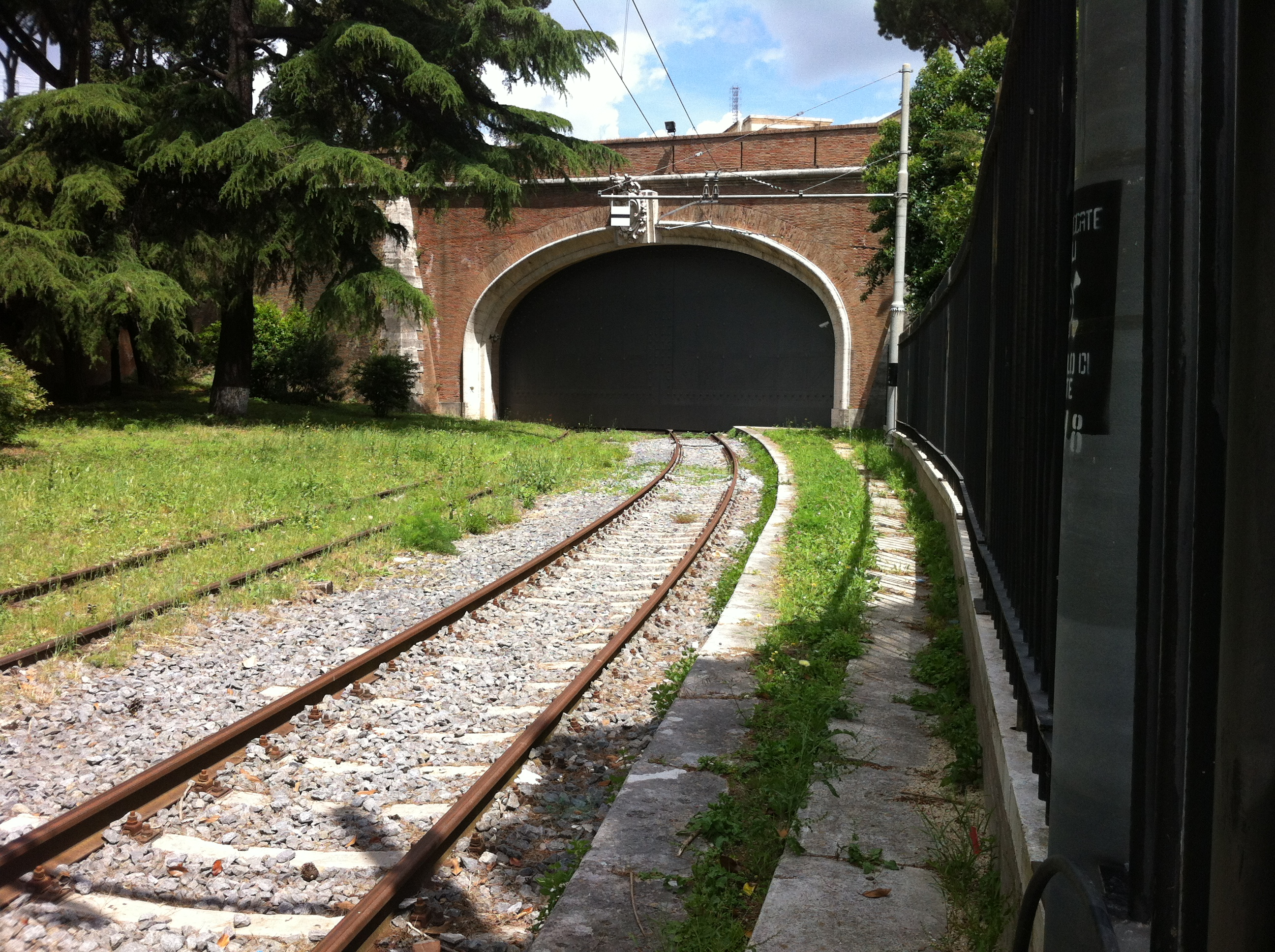
La porte fermée.

#### La place Saint-Pierre
Il est possible d'accéder à la cité par les voies routières avec autorisation mais l'accès le plus privilégié est celui par la place Saint-Pierre ; il est de grande taille et uniquement pour les piétons en direction de la place et de la basilique.